# Bruno Martini (balonmanista)
Bruno Martini (Salon-de-Provence, 3 de julio de 1970) es un exjugador de balonmano francés que jugó de portero. Su último equipo fue el THW Kiel de la Bundesliga alemana. En la actualidad es el mánager general del PSG Handball.
Fue un componente de la selección de balonmano de Francia, con la que ganó dos oros y dos bronces en el Campeonato Mundial de Balonmano.

## Palmarés

### Olympique de Marsella
- Recopa de Europa de Balonmano (1): 1993
- Copa de Francia de balonmano (1): 1993
- Liga de Francia de balonmano (2): 1994, 1996

### Toulouse
- Copa de Francia de balonmano (1): 1998

### Montpellier
- Liga de Francia de balonmano (3): 2001, 2002, 2003
- Copa de Francia de balonmano (3): 2001, 2002, 2003
- Liga de Campeones de la EHF (1): 2003

### Kiel
- Liga de Alemania de balonmano (1): 2009
- Copa de Alemania de balonmano (1): 2009

## Clubes
- SMUC Marseille ( -1989)
- Olympique de Marseille Vitrolles (1989-1994)
- Istres OPH (1994-1995)
- Olympique de Marseille Vitrolles (1995-1996)
- SD Teucro (1996-1997)
- Spacer's Toulouse (1997-1998)
- Club Balonmano Cangas (1998-1999)
- HC Wuppertal (1999-2000)
- Montpellier HB (2000-2003)
- Paris HB (2003-2005)
- USAM Nîmes (2005-2007)[2]
- THW Kiel (2009)[3]